# Rivera (Uruguay)
Rivera es una ciudad del norte de Uruguay, capital del departamento homónimo. Limita con la ciudad de Santana do Livramento (RS), la ciudad cuenta con una población de 103.493 habitantes,El departamento de Rivera en su totalidad cuenta con una población de 109.300 habitantes (censo 2023). Posee un IDH alto de 0,767 y según el censo 2023, el departamento cuenta con un PIB per cápita de $22.526,2. 
Los principales sectores económicos del departamento son:
- Forestación (con más de 178 000 hectáreas)
- Arrocero (con 2296 hectáreas)
- Ganadería bovina (con 588 000 cabezas)
- Ganadería ovina (con 342 000 cabezas)
- Miel
- Minería (con 1,59 millones de toneladas de mineral, 53 370 onzas de oro y 74 126 onzas de plata.
- Vitivinicultura (con 49 hectáreas y una extracción de 170 toneladas)
- Free shop y turismo (sector comercial).

## Ubicación
Se encuentra ubicada en la confluencia de la cuchilla Negra con la cuchilla de Santa Ana, sobre el límite con la República Federativa de Brasil, está conurbada con la ciudad brasileña de Santana do Livramento. Son unidas por una línea divisoria terrestre e imaginaria que se extiende por calles y avenidas, orientada por estructuras demarcatorias llamadas "marcos". El principal símbolo de la integración de las dos ciudades es la plaza Internacional. El conjunto de ambas ciudades es conocido como Frontera de la Paz cuenta con una población de más de 180.000 habitantes.
Está emplazada al norte del país, en la intersección de las rutas nacionales 5 y 27. 500 km la separan de Montevideo.

## Historia
El proceso fundacional de Rivera se caracterizó por ser lento y dificultoso debido a su ubicación en una zona agreste y alejada, y además caracterizada por la presencia de indígenas, y el paso de contrabandistas. La zona elegida para el establecimiento de los primeros pobladores rurales fue la zona de Puntas del Cuñapirú, en las cercanías de Santana do Livramento, que había sido fundada el 30 de julio de 1823 como «Nossa Senhora do Livramento». Desde principios de la segunda mitad del siglo XIX, existía ya la preocupación y el interés tanto de los lugareños como de los legisladores, de crear en la región un pueblo del lado uruguayo que permitiera consolidar la frontera con Brasil.
El 19 de abril de 1859 se presentó un proyecto de ley para la creación del «Pueblo de Pereira», que se ubicaría entre los arroyos Hospital y San Luis. El proyecto fue finalmente aprobado en marzo de 1860 y promulgado días después. Sin embargo un importante hacendado brasileño don Francisco Antunes Maciel ofreció cinco mil patacones (seis mil pesos) para que el pueblo se fundara entre el cerro de Vichadero y el arroyo Blanco. Es así que el 19 de abril del mismo año se presentó otro proyecto de ley que contemplaba la creación del pueblo Arenal Grande, entre los arroyos Cuñapirú y Tacuarembó, en una zona cercana del actual emplazamiento de la ciudad. Este proyecto sufrió algunas modificaciones en el Senado, como las del aumento del área y del ejido de la ciudad, así como el de sustituir el anterior nombre por el de «Pedro de Ceballos», en honor al antiguo virrey del Río de la Plata.
Finalmente el 7 de mayo de 1862, el entonces presidente Bernardo Prudencio Berro aprobó la ley de creación de la «Villa de Ceballos». Su primer artículo expresaba: «El Poder Ejecutivo ordenará la delineación de un pueblo en la cuchilla de Santa Ana, sobre nuestra línea de frontera, frente al pueblo brasileño de Santa Ana do Livramento». En 1867, si bien aún no se había inaugurado oficialmente la villa, ésta contaba con población ya afincada y con su primera escuela pública. Para ese año la población era de unos 341 habitantes entre la zona de la villa y sus chacras. El 26 de junio de ese mismo año, se dictó un decreto que autorizaba al Jefe Político de Tacuarembó (en ese momento el departamento de Rivera aún no se había creado) para la creación de un pueblo, cuya denominación sería Rivera, en honor al Coronel Bernabé Rivera; dicho pueblo se situaría a una distancia de 20 o 30 cuadras de Santa Ana do Livramento, en el paraje donde existían ya algunas casas, o en su defecto, en el que se juzgase más adecuado en cuanto a la proximidad de los recursos como agua y la leña. El 17 de julio de 1867 el Jefe Político de Tacuarembó, Carlos Reyles llegó a la frontera y dio cumplimiento al decreto, elaborándose el 20 de julio de 1867 el acta de fundación del Pueblo Rivera, en Cuñapirú, cuarta sección del departamento de Tacuarembó. Inmediatamente el agrimensor José Pompilio Luppi se hizo cargo de la delineación de la villa marcando las manzanas y calles.
El 1 de octubre de 1884 fue creado el departamento de Rivera, que se segregó del de Tacuarembó, con los límites que actualmente posee. En tanto la villa de Rivera se convirtió en la capital del nuevo departamento. Los 20 años posteriores fueron difíciles, debido al auge del contrabando de ganado hacia Brasil, conflictos permanentes con autoridades civiles y militares brasileñas, epidemias de viruela, tifus y disentería así como la guerra civil que finalizó en Masoller en 1904 con la muerte de General Aparicio Saravia. Años más tarde, el 10 de junio de 1912 la villa fue elevada a la categoría de ciudad por la ley 4.006.

## Población

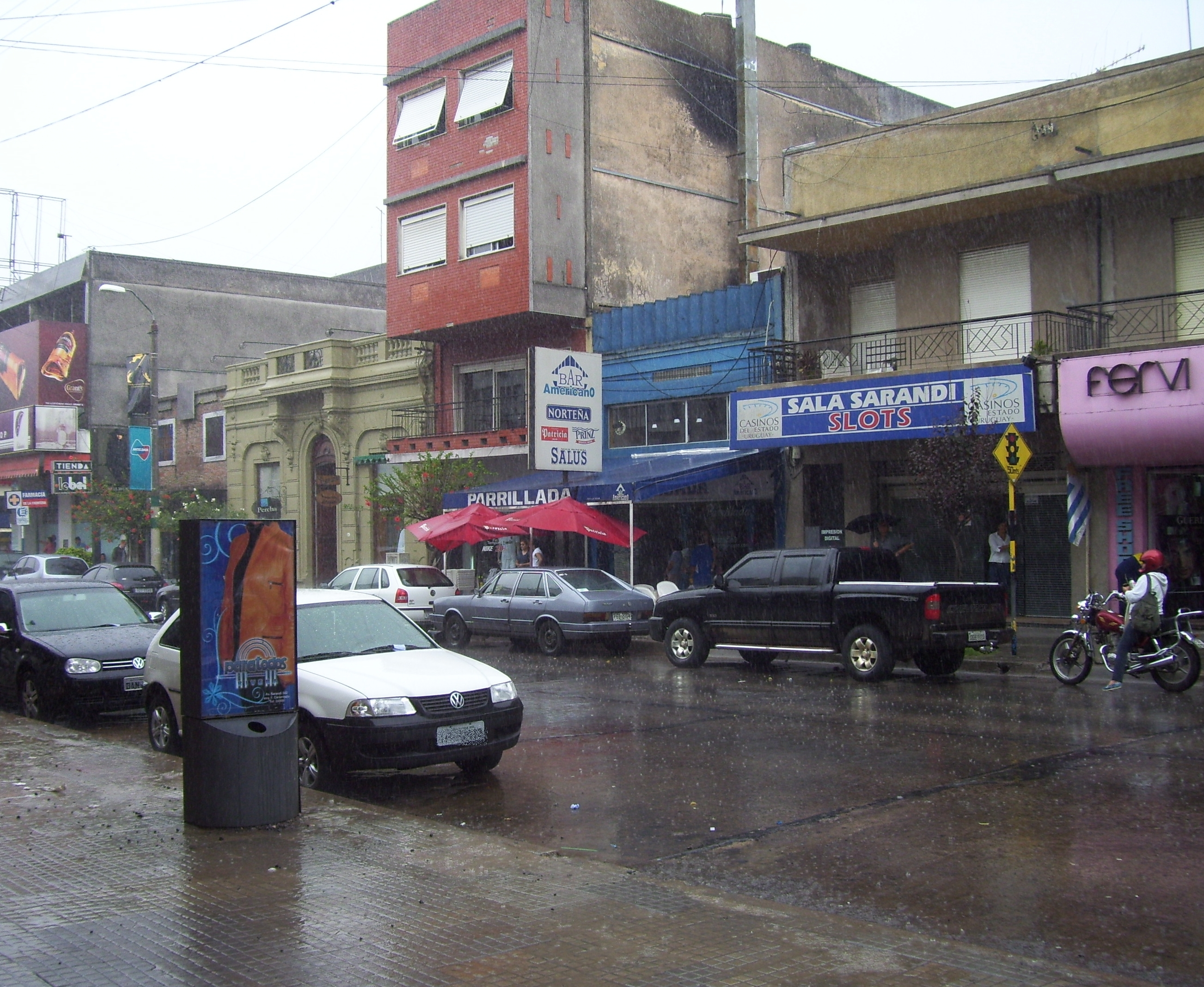
Avenida Sarandí, principal zona comercial de la ciudad de Rivera.

Según el último censo del año 2023, la ciudad contaba con una población de 84 775 habitantes, de los cuales 40 013 eran hombres y 44 761 mujeres. Junto a la ciudad brasileña de  Santana do Livramento forman una conurbación de 170.000 habitantes.
| 341           | 1000 | 8986 | 41 266 | 48 942 | 62 193 | 71 345 | 76 795 | 78 900 | 84 775 |
| (Fuente: INE) |      |      |        |        |        |        |        |        |        |

## Servicios

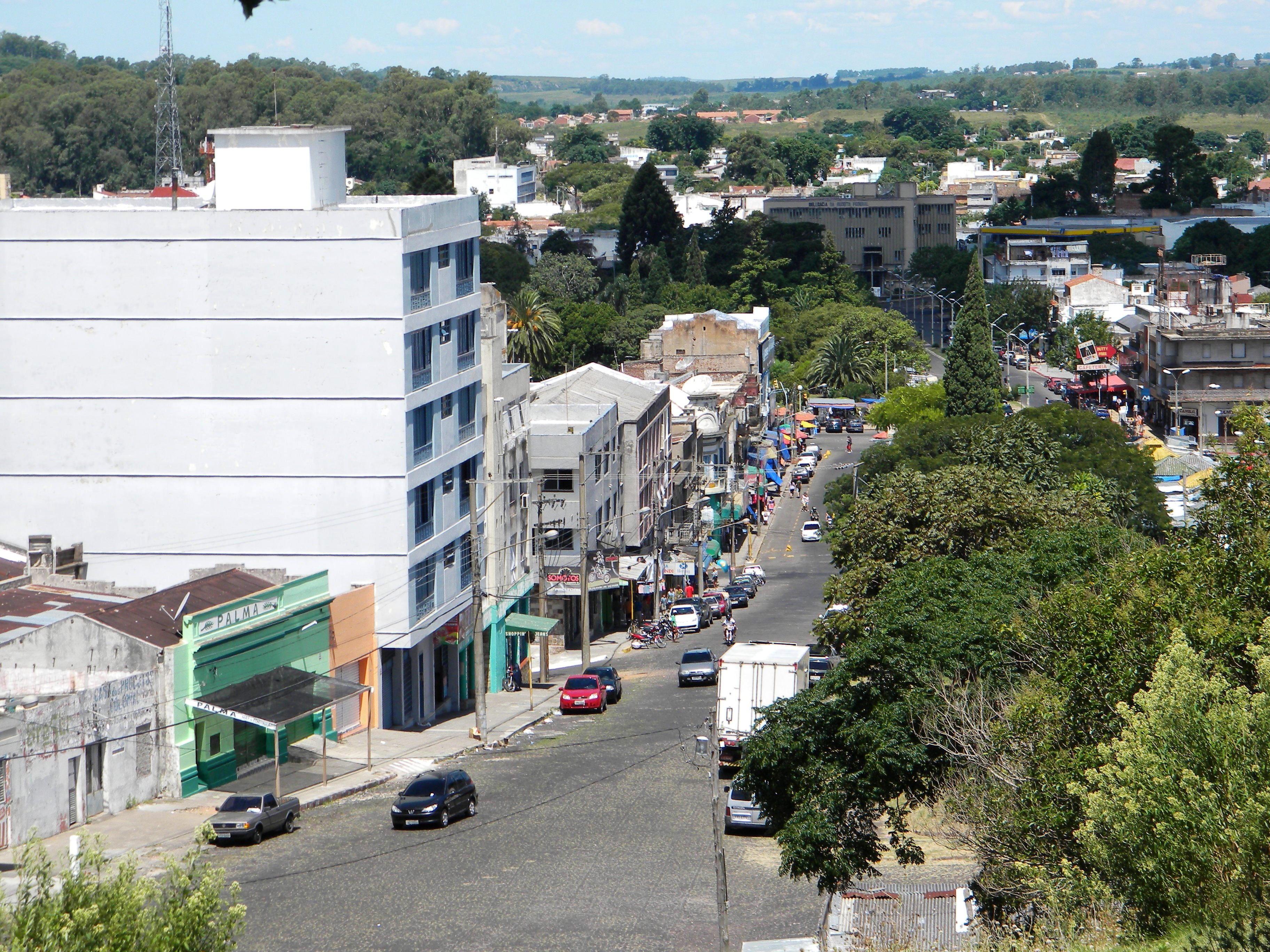
Vista de la calle que separa Uruguay y Brasil desde el cerro del Marco.

### Educación
La ciudad de Rivera cuenta con 4 jardines de infantes, 32 escuelas públicas primarias, 2 escuelas para discapacitados intelectuales, una para discapacitados auditivos, así como una escuela de música y un centro de lenguas extranjeras. A nivel secundario cuenta con 8 liceos públicos, 3 Escuelas Técnicas (UTU) estando la principal en el centro de la ciudad, una en barrio Misiones y otra en barrio 33 Orientales. La ciudad cuenta también con una Escuela Agraria y un Polo Educativo Tecnológico. También posee 2 sedes de la Universidad de la República que cuentan con variedad de carreras, una Universidad Tecnológica (UTEC), un Centro Regional de Profesores, un Instituto de Formación Docente, una Escuela de Enfermería y una Dirección General de Educación Técnico Profesional (D.G.E.T.P). 
En educación privada existe un jardín de infantes, 6 colegios de educación primaria y 6 colegios de educación secundaria..
Fuera de la educación formal, la ciudad cuenta con un Centro Educativo de Capacitación, Arte y Producción (CECAP) y un Centro María Auxiliadora, encargados de capacitar y formar a adolescentes y jóvenes a través de cursos y talleres fuera del ámbito formal de la educación.

### Salud
La ciudad posee un hospital departamental dependiente de ASSE, así como con tres sanatorios pertenecientes a las mutualistas COMERI (Cooperativa Médica de Rivera), CASMER (Centro Asistencial Médico de Rivera). y SEMECO.

### Seguridad
En Rivera se encuentra la sede de la Jefatura de Policía departamental, cuya unidad fue creada el 2 de octubre de 1884.
De esta Jefatura dependen las tres seccionales policiales encargadas del mantenimiento del orden público y la prevención de los delitos en la ciudad, ellas son las seccionales 1º, 9º y 10.º.
Existen también otras unidades dependientes de la Jefatura, ellas son la Policía Comunitaria, BEPRA (Brigada especial para la prevención y represión del abigeato), Grupo de Respuesta Inmediata y la Cárcel Departamental.

## Transporte

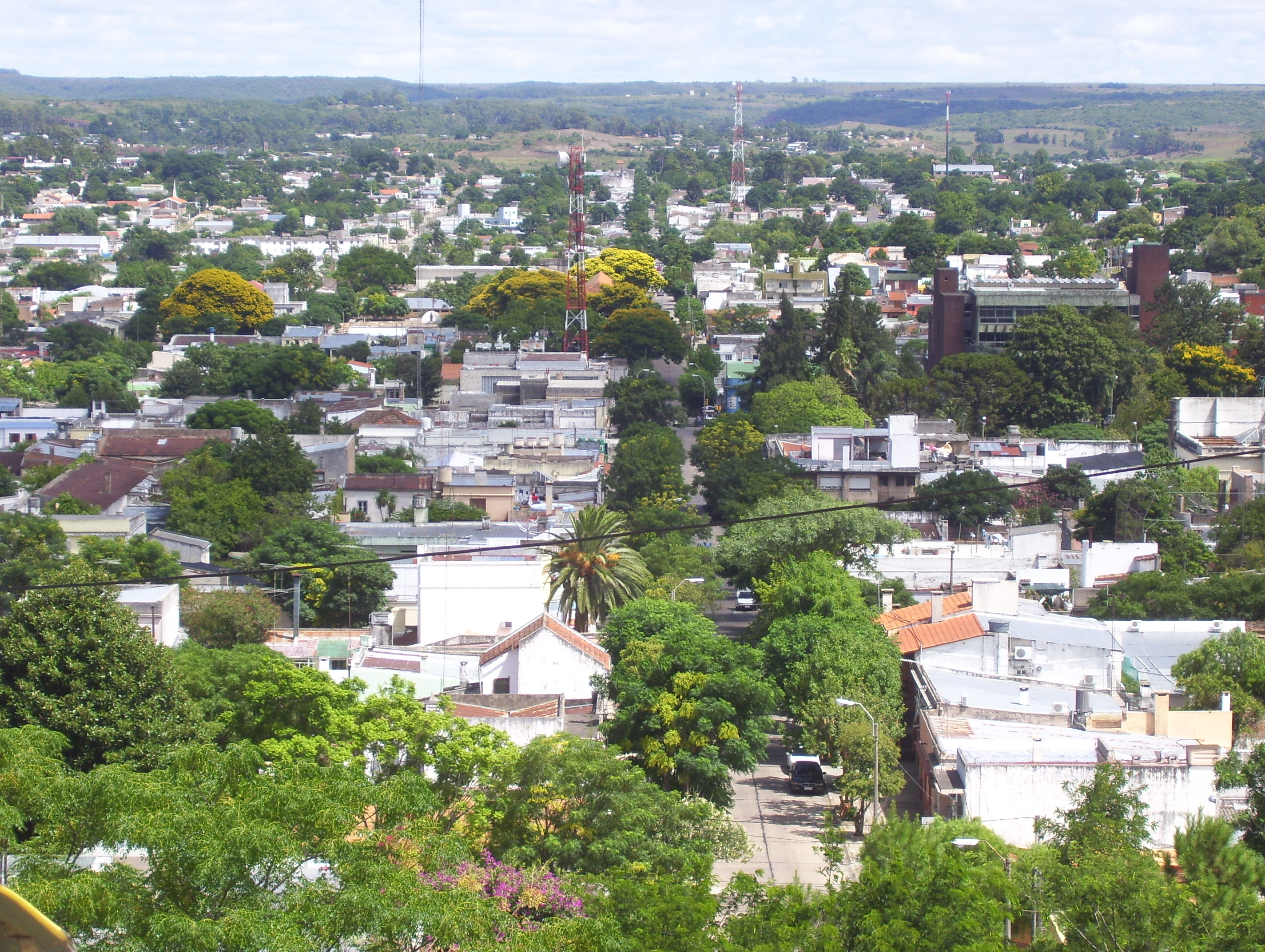
Panorámica de la ciudad de Rivera desde el cerro Marconi.

### Transporte urbano
Desde varias décadas la capital departamental tiene transporte urbano de pasajeros, el cual consta de 13 líneas de ómnibus (autobuses urbanos), operadas por tres empresas, que unen los barrios periféricos con el centro de la ciudad.

### Servicio de buses departamentales e interdepartamentales
Con otras localidades, ciudades vecinas y con Montevideo se conecta a través de servicios regulares de buses, que parten y arriban a la terminal de ómnibus departamental ubicada en la zona céntrica. Entre los servicios interdepartamentales de buses se destacan los destinos a Montevideo (brindados por las empresas Turil, Núñez y Agencia Central), Artigas (Rutas de Oro), Paysandú y Tacuarembó (empresa COPAY), Melo (empresas Posada y Nuñez), Ansina (empresas Posada, Onda Marina y MB Viajes), San Gregorio de Polanco (empresa Posada), Fray Bentos (empresa ETA) y Salto (empresa Chadre). Los servicios departamentales tienen como destino las localidades de Tranqueras y Masoller (empresa Coit y Rutas de Oro), Minas de Corrales (empresas Machado, Rutas de Oro, Rimasil y Onda Marina), Las Flores (empresa MB Viajes) y Vichadero (empresas Núñez y Jota Turismo).

### Aeropuerto
https://es.wikipedia.org/wiki/Aeropuerto_Binacional_de_Rivera

### Carreteras
Dos importantes rutas nacionales confluyen en la ciudad de Rivera:
- Ruta 5: une a la ciudad con el sur del país, entre las ciudades que conecta se destacan: Tacuarembó, Paso de los Toros, Durazno, Florida Canelones y Montevideo. Sirve además de conexión con las rutas 30 que lleva a Tranqueras y Artigas, y 29 a Minas de Corrales.
- Ruta 27: une a Rivera con la localidad de Vichadero, y conecta con las rutas 6 y 28.

### Ferrocarril
Rivera es la última estación de la línea de ferrocarril Montevideo-Rivera, que por muchos años a través de ella operaron servicios de pasajeros, y que además poseía conexión con la ciudad de Porto Alegre. Actualmente esta línea solo se utiliza para el transporte de cargas.
El 19 de diciembre de 2018, luego de más de 18 años de ausencia, la Administración de Ferrocarriles del Estado reinauguró la línea pasajeros Archivado el 15 de octubre de 2019 en Wayback Machine. que une Rivera con la ciudad de Tacuarembó.

## Lugares de interés
[
[Archivo:Placa presente en la Plaza Internacional De Rivera y Livramento.jpg|thumb|200px|Placa colocada en la plaza Internacional situada en el límite entre Brasil y Uruguay, en las ciudades de Rivera y Livramento]]

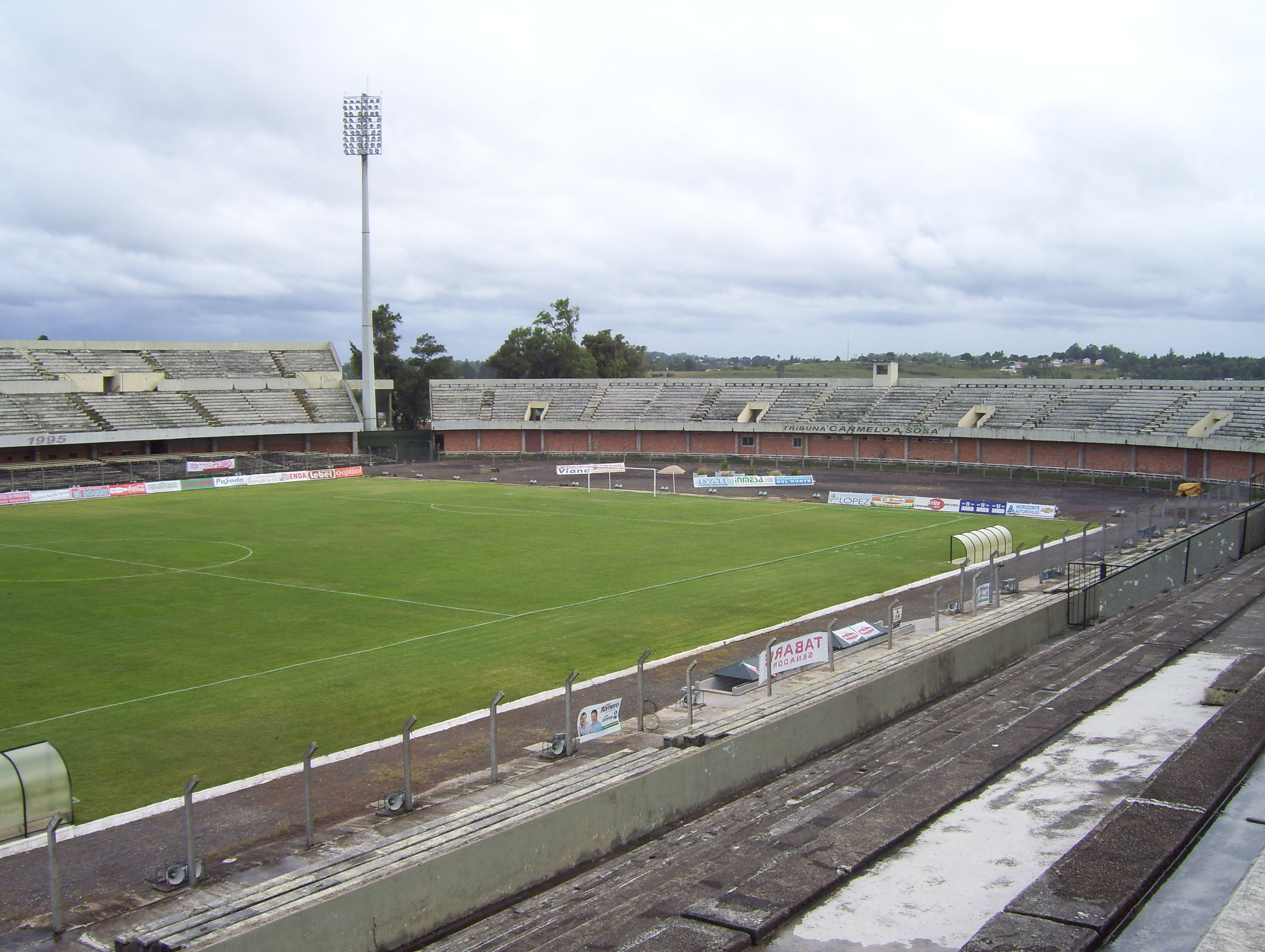
Vista del Estadio Municipal Atilio Paiva Olivera.

Entre los lugares destacados, se encuentra la iglesia de la Inmaculada Concepción, inaugurada en 1891, y declarada monumento histórico nacional. Frente a ésta, se ubica la plaza Artigas, que es la principal plaza de la ciudad. En ella se encuentra una escultura  de José Gervasio Artigas inaugurada en 1953, obra realizada por el escultor español Pablo Serrano. En sus orígenes la plaza se denominó «1 de octubre», en homenaje a la fecha de creación del departamento en el año 1884. Años más tarde, pasó a denominarse «Río Branco», hasta que finalmente recibió el nombre actual de plaza Artigas.
La avenida Sarandí es la principal avenida y donde se ubica la principal zona comercial de la ciudad. En ella se destacan los clásicos Free Shops de la frontera. No muy lejos de allí está la escalinata del cerro Marconi, uno de los lugares con vista panorámica más lindos de la ciudad.
La plaza Internacional, inaugurada el 26 de febrero de 1943, en plena Segunda Guerra Mundial, es un monumento internacional a la paz mundial y a la convivencia de los pueblos. Se encuentra ubicada sobre un extenso espacio fronterizo por lo que une a las dos ciudades y se convierte en un centro turístico de estas. En dicha plaza se encuentran varios monumentos: el obelisco, la fuente, la estatua en homenaje a la madre, así como las banderas de Brasil y Uruguay.
El parque Gran Bretaña, ubicado a 7 km del centro de la ciudad, es el principal parque departamental riverense, su nombre homenajea al embajador británico en Uruguay Sir Eugen Millington Drake, quien en nombre del gobierno del Reino Unido donó el predio donde está localizado. Fue inaugurado el 5 de septiembre de 1939 y declarado monumento histórico nacional en 1981. Se encuentra emplazado sobre la Cuchilla Negra, con un área de 50 hectáreas, así como también una zona destinada a acampada.
En la capital riverense se encuentra también el Estadio Atilio Paiva Olivera, construido en 1927 y modificado dos veces en 1966 y en 1995, esta última para la Copa América 1995. Su capacidad actual es de 27.135 personas. 
Otro importante palco deportivo próximo al parque Gran Bretaña es el Autódromo Eduardo P. Cabrera reinaugurado en 2013 donde se disputan competencias nacionales e internacionales de automovilismo y motociclismo en diferentes categorías.
En 2012, se inauguró un importante centro comercial, el Siñeriz Shopping, el cual cuenta con diversos locales, entre ellos un cine, restaurantes, librerías y el Free Shop Siñeriz.

## Barrios
De acuerdo a la intendencia departamental, la ciudad está conformada por 40 barrios, ellos son:
| - Centro - Cerro Marconi - Misiones-Siñeriz - Cerro Caqueiro - Magisterial - Ceballos - Los Pirineos - Pueblo Nuevo - Rampla - Lesgislativo | - Don Bosco - Insausti - Bella Vista - Bisio - La Racca - La Pedrera - Parque de la Pedrera - La Virgencita - Mandubí - Santa Teresa | - Santa Isabel - Carmelo Sosa - Juan A. Lavalleja - Máximo Xavier - Cerro del Marco - Saavedra - Rivera Chico Norte - Rivera Chico Sur - Ansina - Cuartel | - Quintas al Norte - Lagunón - Paso de la Estiba - Recreo-Zavaleta - Caja Obrera - Progreso-La Canilla - Tres Cruces - Picada de Mora - Piedra Furada - Villa Sara |

## Clima
Rivera al igual que el resto del país, goza de un clima subtropical húmedo (Cfa, según la clasificación climática de Köppen), con una temperatura media anual de 18.7 °C.
| Parámetros climáticos promedio de Rivera (normales 1991-2020) | Parámetros climáticos promedio de Rivera (normales 1991-2020) | Parámetros climáticos promedio de Rivera (normales 1991-2020) | Parámetros climáticos promedio de Rivera (normales 1991-2020) | Parámetros climáticos promedio de Rivera (normales 1991-2020) | Parámetros climáticos promedio de Rivera (normales 1991-2020) | Parámetros climáticos promedio de Rivera (normales 1991-2020) | Parámetros climáticos promedio de Rivera (normales 1991-2020) | Parámetros climáticos promedio de Rivera (normales 1991-2020) | Parámetros climáticos promedio de Rivera (normales 1991-2020) | Parámetros climáticos promedio de Rivera (normales 1991-2020) | Parámetros climáticos promedio de Rivera (normales 1991-2020) | Parámetros climáticos promedio de Rivera (normales 1991-2020) | Parámetros climáticos promedio de Rivera (normales 1991-2020) |
| Mes                                                           | Ene.                                                          | Feb.                                                          | Mar.                                                          | Abr.                                                          | May.                                                          | Jun.                                                          | Jul.                                                          | Ago.                                                          | Sep.                                                          | Oct.                                                          | Nov.                                                          | Dic.                                                          | Anual                                                         |
| ------------------------------------------------------------- | ------------------------------------------------------------- | ------------------------------------------------------------- | ------------------------------------------------------------- | ------------------------------------------------------------- | ------------------------------------------------------------- | ------------------------------------------------------------- | ------------------------------------------------------------- | ------------------------------------------------------------- | ------------------------------------------------------------- | ------------------------------------------------------------- | ------------------------------------------------------------- | ------------------------------------------------------------- | ------------------------------------------------------------- |
| Temp. máx. media (°C)                                         | 30.7                                                          | 29.5                                                          | 27.9                                                          | 24.2                                                          | 20.0                                                          | 17.7                                                          | 17.2                                                          | 19.9                                                          | 21.0                                                          | 23.8                                                          | 27.1                                                          | 29.7                                                          | 24.1                                                          |
| Temp. media (°C)                                              | 24.7                                                          | 23.9                                                          | 22.3                                                          | 19.0                                                          | 15.3                                                          | 13.2                                                          | 12.5                                                          | 14.6                                                          | 15.7                                                          | 18.5                                                          | 21.1                                                          | 23.6                                                          | 18.7                                                          |
| Temp. mín. media (°C)                                         | 18.8                                                          | 18.3                                                          | 16.7                                                          | 13.7                                                          | 10.7                                                          | 8.7                                                           | 7.8                                                           | 9.2                                                           | 10.5                                                          | 13.2                                                          | 15.1                                                          | 17.4                                                          | 13.3                                                          |
| Precipitación total (mm)                                      | 135                                                           | 148                                                           | 112                                                           | 180                                                           | 147                                                           | 103                                                           | 101                                                           | 94                                                            | 128                                                           | 166                                                           | 124                                                           | 145                                                           | 1582.9                                                        |
| Días de precipitaciones (≥ 1mm)                               | 8                                                             | 8                                                             | 6                                                             | 8                                                             | 7                                                             | 7                                                             | 7                                                             | 6                                                             | 8                                                             | 8                                                             | 6                                                             | 7                                                             | 86                                                            |
| Fuente: Instituto Uruguayo de Meteorología                    |                                                               |                                                               |                                                               |                                                               |                                                               |                                                               |                                                               |                                                               |                                                               |                                                               |                                                               |                                                               |                                                               |

## Ciudades hermanas
- Santana do Livramento, Brasil
- Provincia de Corrientes,  Argentina